# Barocco petrino

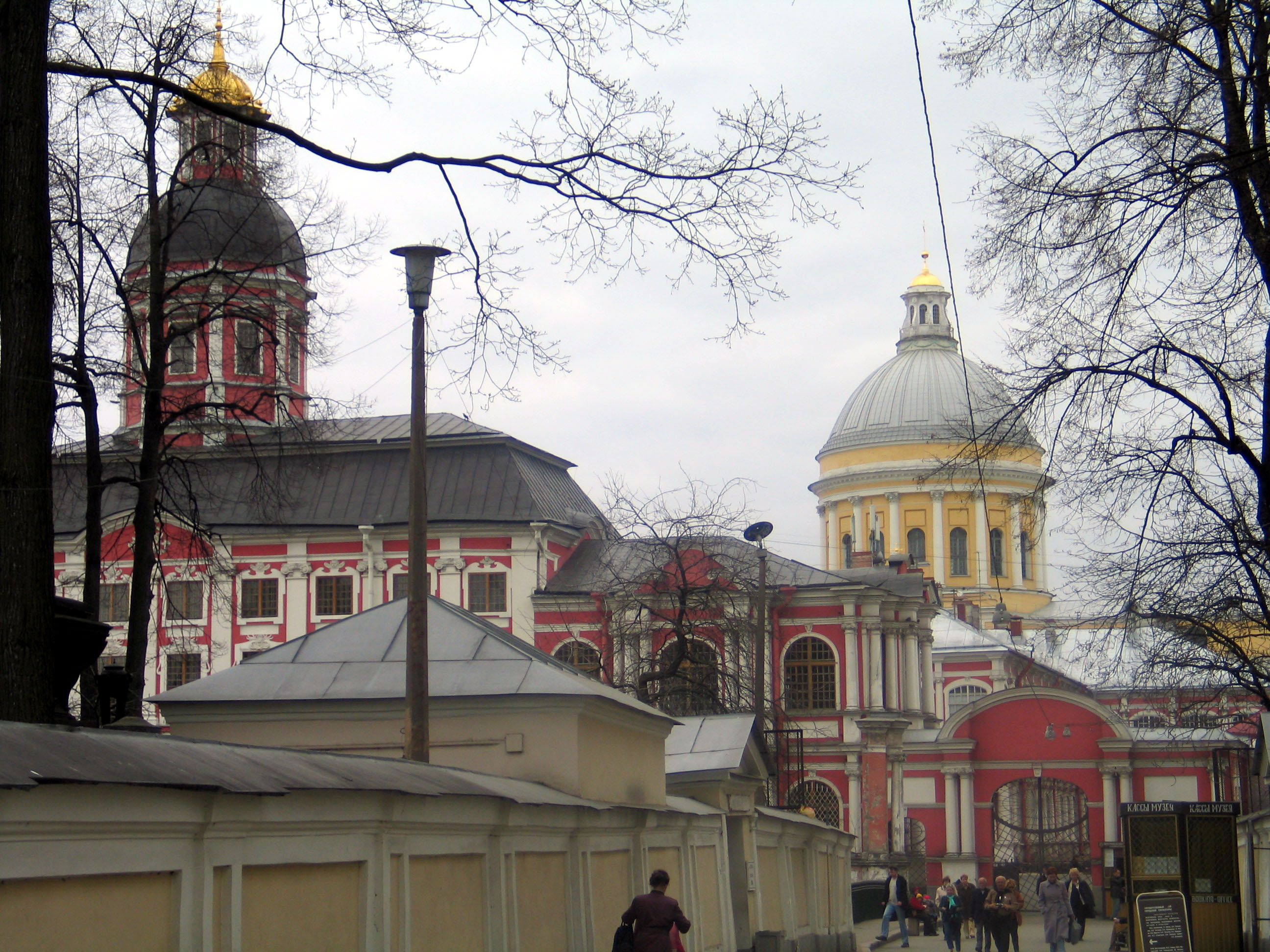
Il Monastero di Aleksandr Nevskij (1710), costruito a San Pietroburgo per volere di Pietro I secondo lo stile detto appunto "barocco petrino".

Il Barocco petrino è il nome utilizzato dagli storici dell'arte per riferirsi a un particolare periodo dell'architettura barocca nell'Impero russo, coincidente con il regno di Pietro il Grande. Venne largamente impiegato per la costruzione della maggior parte degli edifici della sua nuova capitale, San Pietroburgo.

## Caratteristiche
A differenza del contemporaneo Barocco Naryshkin, fiorito a Mosca, il barocco petrino rappresentava una drastica rottura con la tradizionale architettura di stile bizantino presente in Russia da circa un millennio. Gli architetti che ne furono i più rilevanti rappresentanti furono Domenico Trezzini, Andreas Schlüter e Mikhail Zemtsov, i quali trassero ispirazione dall'unione degli stili olandese, danese e svedese del tempo, dando vita ad un nuovo stile.

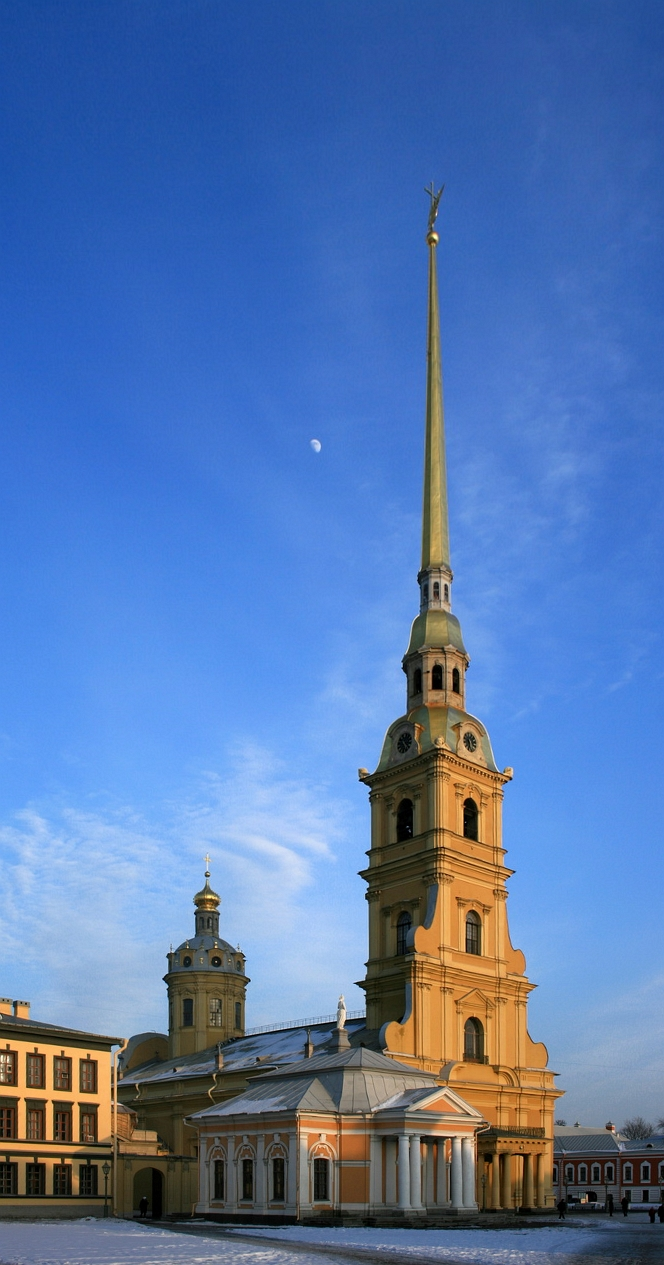
La Cattedrale dei Santi Pietro e Paolo (San Pietroburgo).

Esempi di questo stile ancora oggi visibili sono la Cattedrale di San Pietro e Paolo (esclusa la torre), il Collegio dei Dodici, il Monastero di Aleksandr Nevskij, La "Kunstkamera", il Palazzo Kikin, la Torre Menšikov (parzialmente) e il Palazzo Menshikov a San Pietroburgo ed il Palazzo Kadriorg di Tallinn. Gli edifici ancora oggi riconducibili ad un puro stile petrino sono pochi, in quanto la maggior parte ha subito modifiche nel tempo, in particolare durante il Barocco elisabettiano.

## Fonti
- Gallery of Petrine Baroque, su faculty.risd.edu. URL consultato il 28 settembre 2007 (archiviato dall'url originale il 28 settembre 2007).